# Melitaea dodgsoni
Melitaea dodgsoni är en fjärilsart som beskrevs av Smith 1887. Melitaea dodgsoni ingår i släktet Melitaea och familjen praktfjärilar. Inga underarter finns listade i Catalogue of Life.